# フライドバイ981便墜落事故
フライドバイ981便 (FZ981/FDB981) 墜落事故（フライドバイ981びんついらくじこ）は、2016年3月19日03時42分（現地時間、UTC+3）、ロシアのロストフ・ナ・ドヌ空港への着陸を復行していたフライドバイの運行するボーイング737-800型機が墜落し、乗客乗員62人全員が死亡した航空事故である。
事故当日、空港周辺では秒速13メートルないし18メートルの強風が吹いており、午前01時30分頃に1度着陸を試みるも断念して着陸復行した。その後2時間にわたって上空で旋回待機し、午前03時30分頃に再度着陸を試みた。しかし再び断念して着陸復行したところ上昇途中で高度を失い始め、そのまま滑走路端に墜落した。

## 事故の背景

### 航空会社
フライドバイはアラブ首長国連邦政府を大株主とし、ドバイ国際空港をハブ空港とする格安航空会社である。アフメド・ビン・サイード・アル・マクトゥーム社長は同じくドバイに本拠地を置くエミレーツ航空のCEOでもある。フライドバイは2009年から運行を開始して急速に拡大し、2015年までにロシア11都市を含む95都市に就航した。機材は全てボーイング737で構成されている。ロストフ・ナ・ドヌへは2013年から就航し週2便運行していた。
それまで優れた安全記録を有しており、本件が初の死亡事故となった。2015年にIATA安全運行監査を取得し、事故の数日前にIATAに正式加盟したばかりだった。事故後、BBCの取材に対し同社のパイロットは匿名を条件に、過酷なシフト勤務からくる疲労が少なくとも事故の要因の一つであると述べた。シフト勤務間隔が短く、十分な休息が得られないと社内に訴えたが聞き入れられなかったという。また、2016年に入って600人中26人のパイロットが「疲労、過密シフト、クオリティ・オブ・ライフの低下」を主な理由に会社を辞めていたことも明かした。同社広報はBBCの取材に対し「従業員に関する機密情報は公表できない」と返答した。

### 事故機
- 使用機材：ボーイング737-800（機体記号：A6-FDN、製造番号：40241）[1]
- 搭載エンジン：CFMインターナショナル CFM56[1]
- 機齢：5年3ヶ月[1]
- 機体整備：2016年1月21日にC整備済[9]

- 搭載燃料量：8.5時間分（墜落時6時間経過）[10]

### 運行乗務員
機長はキプロス人男性（38歳）で、総飛行時間5,961時間（B737-800において4,905時間、機長として1,056時間）だった。事故の1年半前に機長に昇格した。既に辞職を届け出ており、残り3ヶ月の勤務を消化中だった。複数の同僚によると、辞職理由は勤務疲労とライフスタイルの問題だったという。退社後はライアンエアーに移り、家族のいるキプロスを拠点に勤務する予定だった。妻は第一子の出産を事故の1週間後に控えていた。
副操縦士はスペイン人男性（37歳）で、総飛行時間5,767時間（B737-800において1,100時間）だった。スペイン カナリア諸島の地域航空会社2社で勤務した後、2年前にフライドバイに入社した。
パイロットは2人ともロストフ・ナ・ドヌ空港への着陸経験があった。

### 天候
事故当時のロストフ・ナ・ドヌ空港の気象状況は、230度の方角から秒速13メートル（23ノット）ないし18メートル（35ノット）の風、雲底高度670メートル（2,070フィート）、弱いしゅう雨、もや、最終アプローチコース上に強い乱気流、並のウィンドシア等があり、悪天候であった。

## 飛行経過
フライドバイ981便はドバイ国際空港からロストフ・ナ・ドヌ空港へ向かう国際定期旅客便だった。ドバイ国際空港を2016年3月18日21:45（現地時間、UTC+4）に出発し、ロストフ・ナ・ドヌ空港へ19日01:20（現地時間、UTC+3）に到着する予定であった。UTC18時37分にドバイを離陸し、18時59分に巡航高度の36,000フィート (11,000 m)に到達した。1時42分、手動操縦で滑走路22に進入していた際にウインドシア警報が作動したためパイロットは着陸復航を行い、待機経路へ入った。これ以前の20分間に2機が着陸を成功させていた。
3時40分、パイロットは再び滑走路22への進入を開始したが高度830フィート (250 m)で再びウインドシア警報が作動したため着陸復航を行った。パイロットはエンジンを最大出力（TO/GA）に設定し、着陸装置を格納して、フラップを15度に設定した。しかし機体の重量が軽かったため、過剰な機首上げモーメントが働き、ピッチ角が18度に達した。機長は操縦桿と昇降舵のトリムを使い姿勢を回復しようとしたが、高度3,350フィート (1,020 m)で981便は上昇から急激な降下に転じた。3時41分49秒、981便は滑走路端から120m地点の地表に墜落した。墜落時のピッチ角はおよそ-50度で、速度は340ノット (630 km/h)だった。

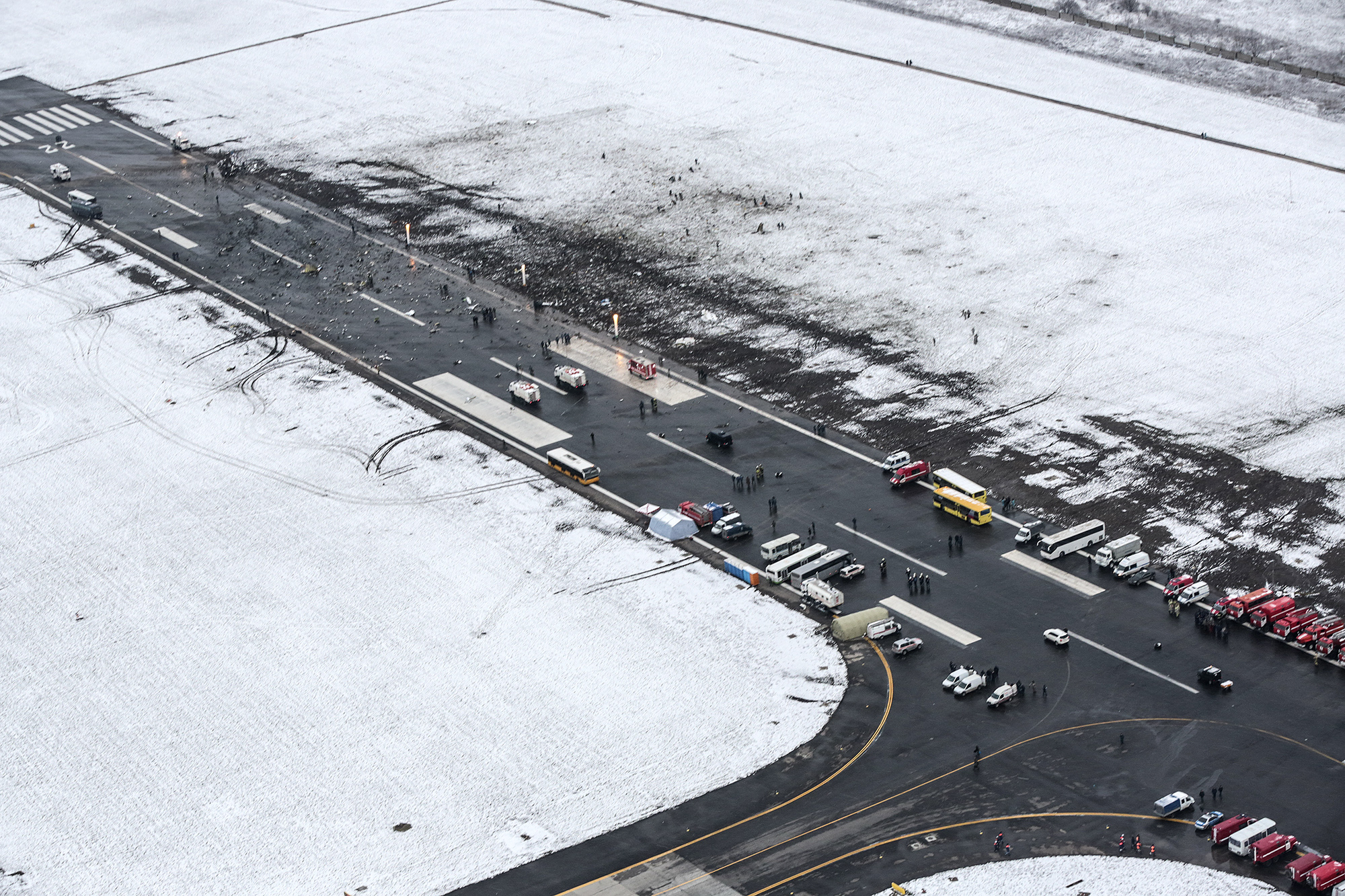
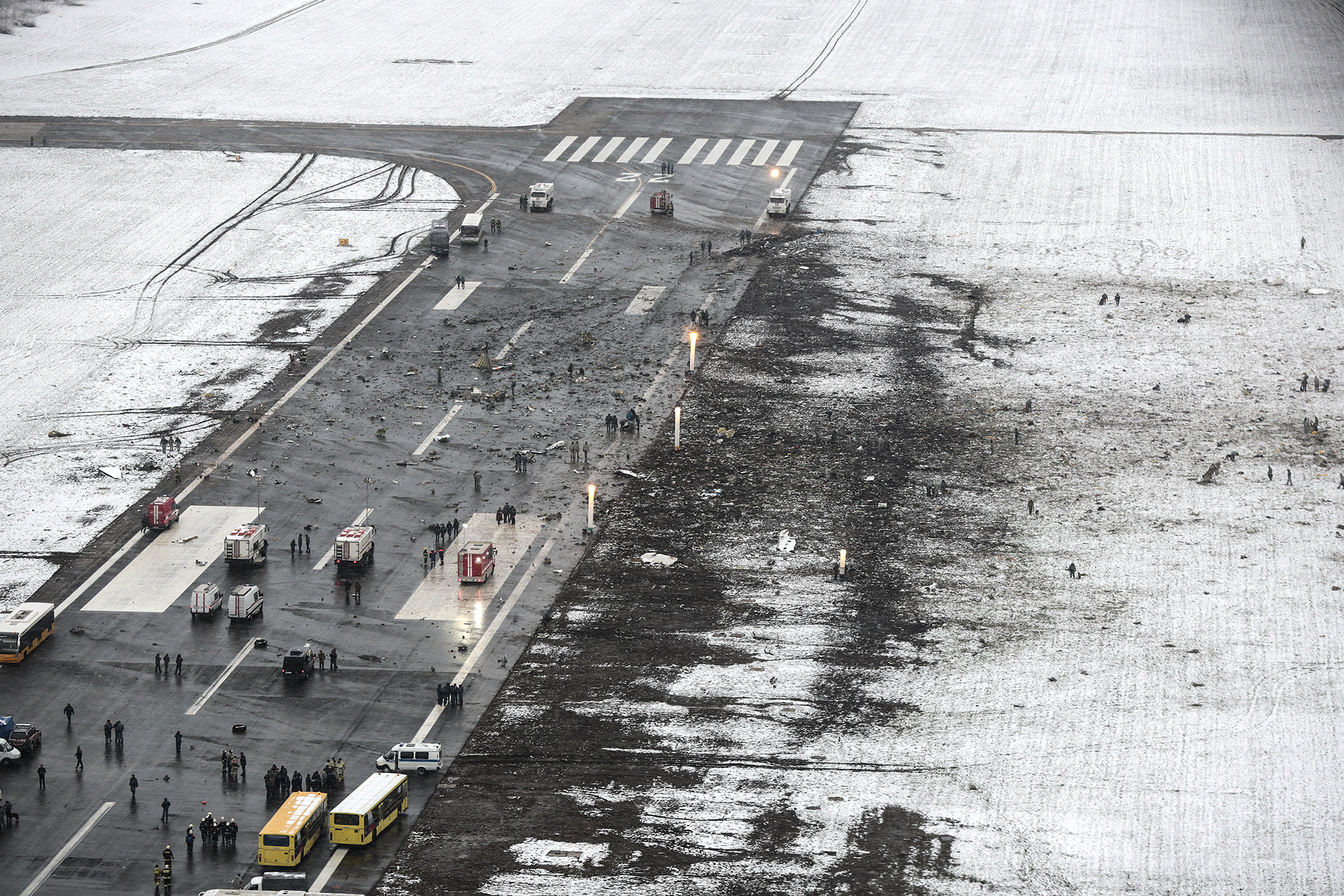
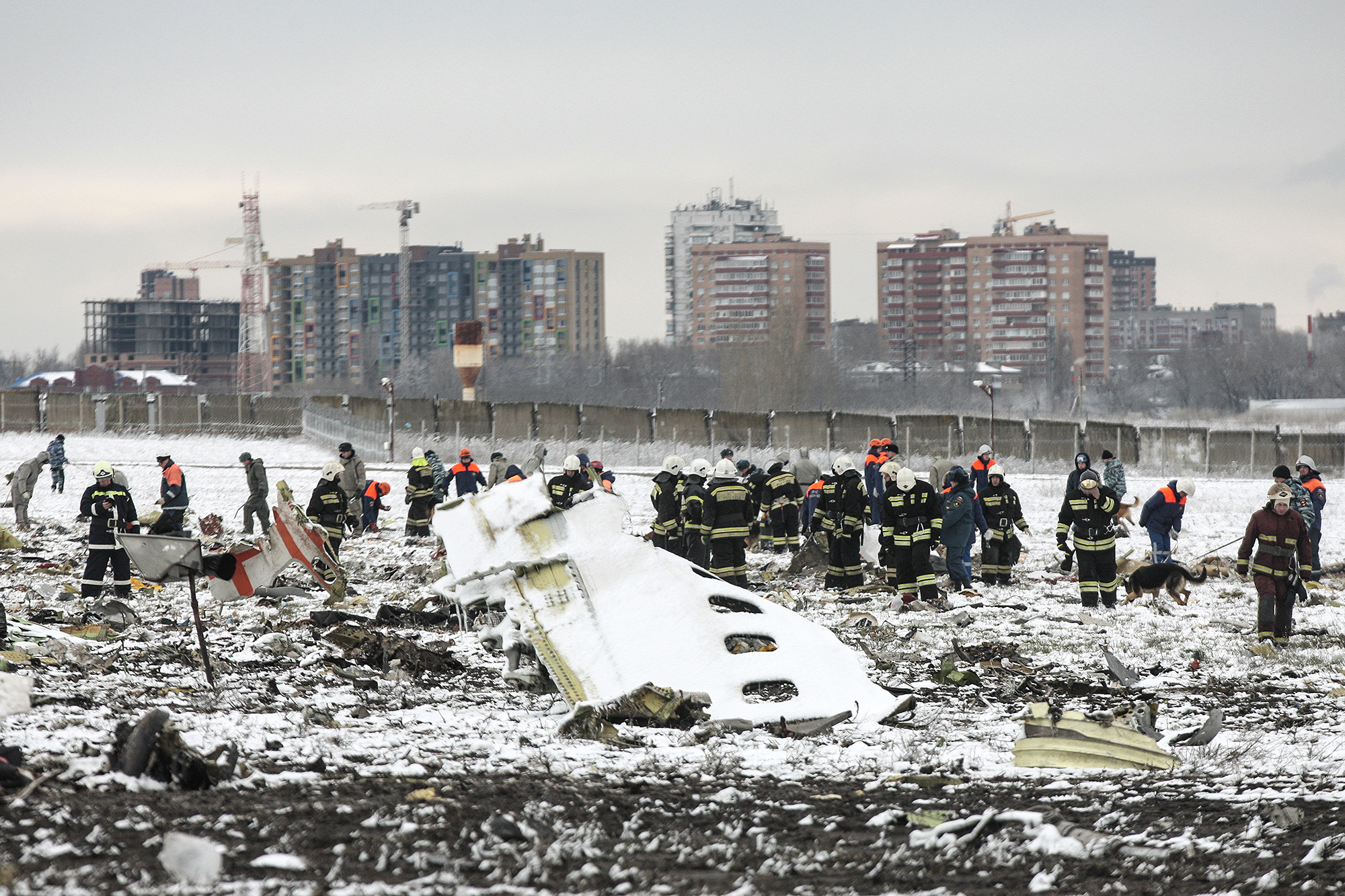
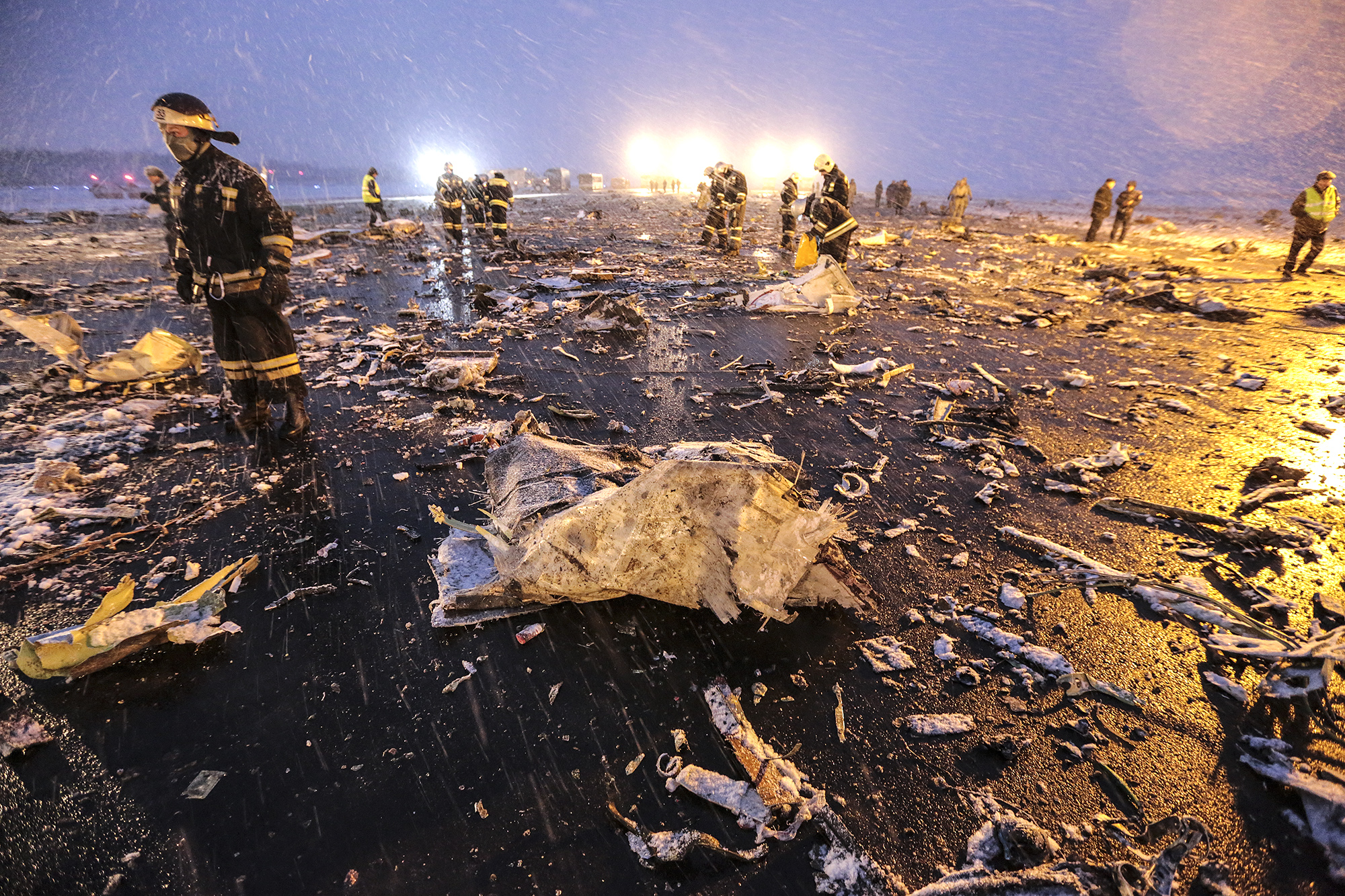

## 犠牲者
| 国籍           | 乗客 | 乗員 | 合計 |
| -------------- | ---- | ---- | ---- |
| ロシア         | 44   | 1    | 45   |
| ウクライナ     | 8    | 0    | 8    |
| インド         | 2    | 0    | 2    |
| ウズベキスタン | 1    | 0    | 1    |
| スペイン       | 0    | 2    | 2    |
| コロンビア     | 0    | 1    | 1    |
| キプロス       | 0    | 1    | 1    |
| キルギス       | 0    | 1    | 1    |
| セーシェル     | 0    | 1    | 1    |
| 合計           | 55   | 7    | 62   |

乗客55人と乗員7人の合計62人全員が死亡した。また、乗客のうち4名は子どもだった。激しい損傷のため遺体検査は完了していないが、墜落時の衝撃により全員が即死したとみられる。

## 事故調査
事故発生の同日、国家間航空委員会 (IAC) は状況の把握および原因究明のため、調査委員会を発足させた。調査はロシアのチームを中心にUAE（事故機および運行者所在）、アメリカ（機体設計および製造者所在）、フランス（エンジン設計者所在）各国から派遣された調査員によって行われた。アメリカのチームは国家運輸安全委員会 (NTSB) の調査員、ボーイング社の専門家、および連邦航空局 (FAA) からの派遣員で構成された。
ロシア連邦捜査委員会 (ICR) は事故につながる安全規則違反を視野に入れた刑事捜査に着手し、50人以上の捜査員を投入した。声明において「操縦ミス、機器の故障、悪天候、その他」を原因の可能性として挙げた。爆発物の痕跡はなく、テロの可能性は除外された。

### 調査推移

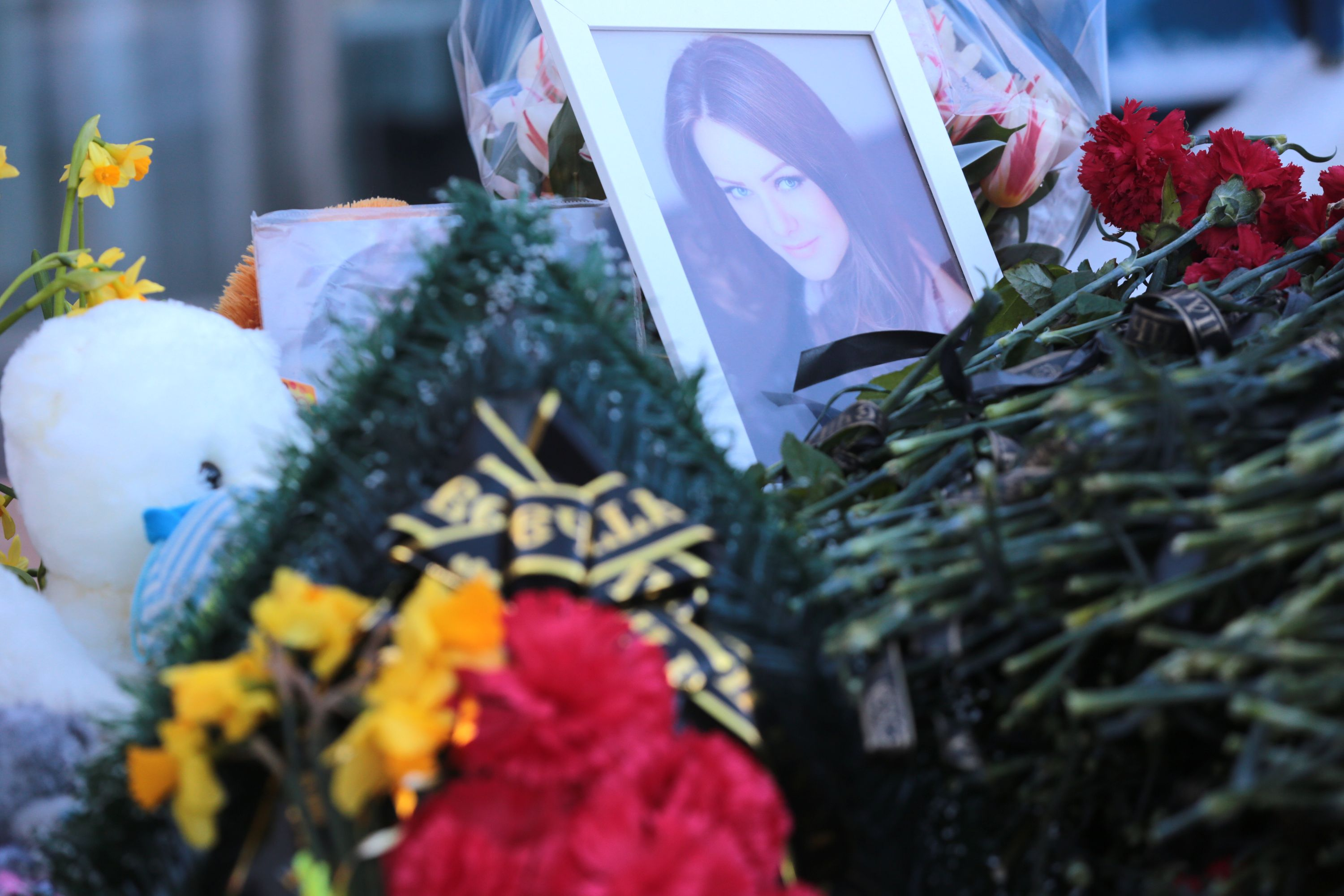
空港におかれた追悼物

3月20日に機体残骸の調査が完了した。ロシアおよびUAEの専門家は、レーダーデータの分析、パイロットとATC間の無線通信、気象状況の分析に着手した。フライトデータレコーダー (FDR) およびコクピットボイスレコーダー (CVR) は現場から回収され、モスクワのIACに送られた。
3月20日から21日にかけて、ロシア、UAE、フランスの調査員は両レコーダーからメモリーモジュールを抜き出しデータを読み取ることに成功した。ケースには損傷が見られたが、データの状態は良く、衝突の瞬間まではっきりと記録されていた。2人のパイロットの会話は文字起こしされ、フライトデータやATCデータ、気象データとの同期が行われた。
3月21日、残骸の回収が完了し、格納庫において機体の再構成が行われた。またモスクワの別のチームは、UAEの調査員、航空会社の派遣員、キプロスとスペインからの専門家らと共に、材料分析による機体の耐空性、同便の出発前準備、クルーの訓練状況等の調査を始めた。
3月23日、ロシアおよび諸外国のチームは、ロストフ・ナ・ドヌ空港の無線通信装置の試験、墜落までの他機とATCの通信内容の調査、ATCおよび空港気象サービスの評価を行った。また、フライトレコーダーから回収されたデータと、機体メンテナンスログやフライト資料をもとに、981便のフライト・コントロール・システムやエンジンを含む機体の全システムの稼働状態、クルーの行動と状態に関する分析を始めた。
3月29日、IACはフライトレコーダーから得られた予備的分析結果として、機体のシステム、エンジン、およびその他の装置に何ら故障の形跡は見られなかったと発表した。耐空証明は有効であり、出発時点まで整備履歴はすべて良好であった。墜落時を含む全2時間のクルーの会話が文字起こしされたものの、航空事故調査におけるロシア国内および国際的方針に則り公開されなかった。IACはボーイング社に対し、事故機のシステム運用状態の評価を補助する技術的資料並びに、ボーイング製造機における過去すべての類似事例に関する情報提供を求めた。

### 予備調査結果
4月20日、IACから暫定報告書が公表され、以下のことが明らかになった：
- 2度のアプローチはどちらもオートパイロットとオートスロットルを解除した状態で、フライトディレクター・モードで行われたが、規定のアプローチコースから大きく逸脱することはなかった。
- 22:42UTC、1回目のアプローチ中、ウィンドシア警報が鳴ったため中止を決断し、ゴーアラウンドを開始した。5,000フィート（約1,500メートル）まで上昇し、その後8,000フィート（約2,450メートル）でホールドした。ホールディング中、クルーは着氷を理由に15,000フィート（約4,550メートル）への上昇を要求し、そこで2回目のアプローチまで待機することになった。
- 2回目のアプローチ中、高度721フィート（220メートル）、滑走路端から4.5キロメートルの位置で再び中止を決断し、ゴーアラウンドを行った。このとき上昇速度は毎秒20メートル（毎分3,937フィート）に達した。エンジン推力は最大推力のTOGA、101-102%(N1)にセットされていた。
- ゴーアラウンドの決断はおそらく、速度が176ノットから3秒間のうちに20ノット増加したためと思われる。これはウィンドシアの兆候と考えられるからである。
- 2回目のゴーアラウンド中、フラップは15°にセットされ、ランディングギアは格納された。1,900フィート（約600メートル）で機首角度は＋18°に達した。操縦担当パイロットは操縦桿を前に倒し、上昇速度を減少させた。このため速度は200ノット以上に増加し、フラップは自動的に15°から10°に上がった。
- エンジン推力が3秒間減少し、速度が下がったため、フラップは自動的に10°から15°に戻ろうとしたが、ここでクルーが再び推力を最大のTOGAに入れたので、自動的に再度15°から10°にセットされ、墜落までこの位置を維持した。
- 操縦担当パイロットは操縦桿を引き、上昇速度は毎秒16メートル（毎分3,150フィート）に達した。
- 高度2,953フィート（900メートル）で両方の操縦桿に同時に機首下げの入力が行われ、水平安定板のトリムは-2.5°(6.5 units)から機首下げの方向の+2.5°(1.5 units)にセットされた。FDRには操縦桿のトリムスイッチからの機首下げ入力が12秒間あったことを記録している。また同様にCVRもトリムホイール回転時特有の音を記録してる。
- その結果、機体は3,280フィート（1,000メートル）まで上昇したのち、垂直加速度-1gという急激な降下に転じた。クルーは回復操作を行ったが地面への衝突を防ぐには至らなかった。
- 00:41:49UTC、機首下げ50°以上の状態、324ノット（時速600キロメートル）以上のスピードで、滑走路端から120mの地点に衝突した。衝撃により機体は完全に破壊され、搭乗者は全員即死した。

### 最終報告書
2019年11月26日、IACは最終報告書を公表した。同書は事故原因を、事故機が不適切に設定されたことと不正確な操縦操作、および夜間の計器飛行と気象条件によりパイロットが状況認識を誤ったことだとした。ここでいう「不適切な設定」とは、降着装置とフラップを収納した状況で着陸復行操作に入ったにもかかわらず、ウィンドシア脱出操作に相当する最大推力を適用したため、機体が軽量だったことと相俟って過剰な機首上げモーメントを生じてしまったことを指している。

## 事故に対する反応

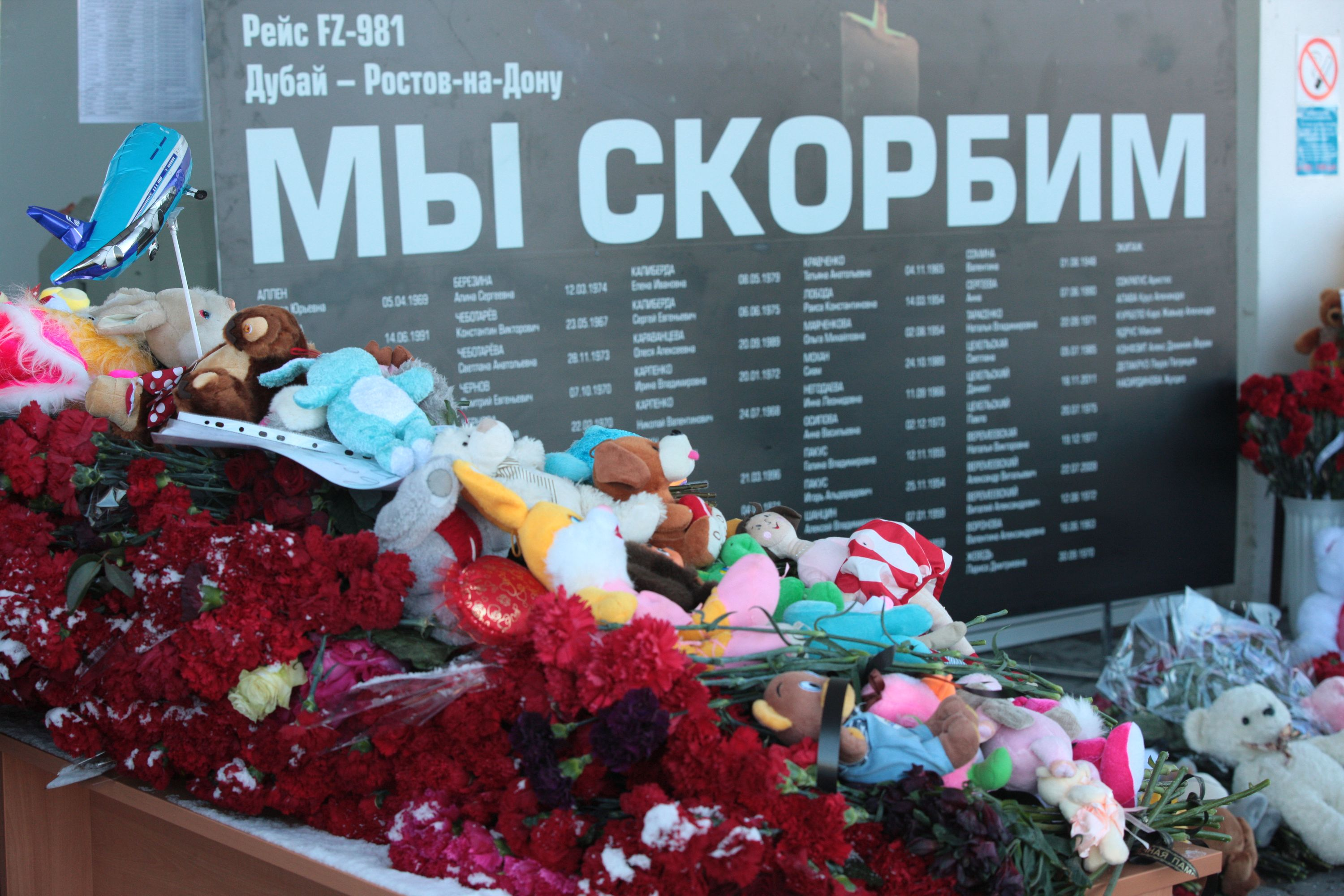
空港におかれた追悼物

この事故に際して、ロシア政府から遺族に100万ルーブル（約1万5千ドル）の見舞金が支払われると報じられた。また、事故後の3月20日をロストフ地域における追悼日とした。
3月21日、フライドバイは遺族支援センターを開設し、遺族の「急を要する経済的必要性」のため乗客一人あたり2万ドルを支払うと表明した。同社はロストフ・ナ・ドヌ空港が再開されると、すぐに定期便を再開したが、981便は欠番となった。
フライドバイCEOのガイス・アル・ガイスは記者会見を開き、UAEの取材陣に対し、フライドバイの技術部門と安全部門、セキュリティ部門における各専門家が、ロシア調査チームと緊密に調査に当たっていると述べ、推測を慎んで「調査チームに時間を与え、結果を待つ」よう求めた。
事故から5日後の3月24日、アブダビの皇太子モハメド・ビン・ザイード・アル・ナヒヤーンは、事故調査方針をロシアのウラジーミル・プーチン大統領と話し合うためモスクワを訪れた。
ロシアの航空専門家は981便と2013年に起きたタタールスタン航空363便墜落事故が複数の点で似ていることを指摘した。どちらのケースも、ボーイング737が着陸復行を試みたのち、速い降下速度で飛行場に墜落している。363便の調査はIACによって行われ、原因はパイロットの人為的ミスと結論付けられたが、調査委員のメンバーの一人でロシア連邦航空運輸局(FATA)の派遣員は異なる意見書を提出し、ボーイング737のエレベーター・コントロールの機械的故障の可能性が無視されていると訴えていた。
3月28日、Russian Civic Chamberのメンバーの一人は、すべてのボーイング737におけるエレベーター・コントロールに関する懸念を理由に、FATAとIACに対し、981便の調査が完了するまでロシアが運行するすべてのボーイング737の飛行許可を取り消すようを要求した。このニュースがアメリカに伝わるとニューヨーク証券取引所ではボーイング社の株価が0.81%値下がりした。
4月12日、アメリカの法律事務所Ribbeck Lawは、複数の遺族を代表し、ボーイング社に対して乗客一人あたり5百万ドルの補償を求める訴えをシカゴ クック郡巡回裁判所におこした。

## 映像化
- メーデー!:航空機事故の真実と真相 第20シーズン第1話「Holding Pattern」